# Мамутов Енвер Шевкетович
Мамутов Енвер Шевкетович (нар. 28 серпня 1975 р.) — кримськотатарський політв'язень. Засуджений російською владою за причетність до діяльності «Хізб ут-Тахрір».

## Життєпис
Народився 28 серпня 1975 р. у Самарканді.  
Енвер пішов до місцевої школи. Після 8-ого класу він вступив до будівельного училища № 43 у Ташкенті за спеціальністю «муляр-штукатур 2-ого розряду», яке закінчив у 1991 р.
У 1994 р. родина Енвера Мамутова повернулася в Крим, оселившись у селі Вікторівка Бахчисарайського району. Там Енвер допомагав родичам у будівництві житла.

## Кримінальне переслідування російською окупаційною владою
12 травня 2016 р. російські силовики увірвалися до будинка Енвера Мамутова, виламавши замок на вхідних дверях. В результаті обшуку Мамутова було затримано і вилучено у нього комп'ютер та телефон. Дружина та адвокат протягом п'яти діб не могли встановити місцезнаходження Енвера.
За словами кримського «прокурора» Наталії Поклонської, Енверу Мамутову інкримінується злочин, передбачений ч. 1 ст. 205.5 Кримінального кодексу РФ («організація терористичної діяльності»), який карається ув'зненням терміном до 20 років або пожиттєве позбавлення волі. Водночас інших фігурантів так званої Бахчисарайської групи «справи Хізб ут-Тахрір» (Ремзі Меметов, Зеврі Абсеїтов, Рустем Абільтаров) звинуватили у злочині, передбаченому ч. 2 ст. 205.5 Кримінального кодексу РФ («участь в діяльності терористичної організації»), який карається ув'язненням на термін до 10 років. Згодом усіх чотирьох фігурантів також звинуватили у «підготовці до насильницького захоплення влади організованою групою за попередньою змовою» (ч. 1 ст. 30, ч. 2 ст. 35 та ст. 278 Кримінального кодексу РФ).
Тривалий час Енвер Мамутов утримувався в одиночній камері сімферопольського СІЗО. Російська Федеральна служба відбування покарань по Криму та Севастополю змушена була визнати порунення умов утримання Мамутова, незважаючи на заперечення начальника СІЗО.
22 травня 2018 р. Енвера Мамутова та інших фігурантів Бахчисарайської групи «справи Хізб ут-Тахрір» етапували до СІЗО у Ростові-на-Дону. У листопаді 2018 р. Мамутова помістили у спецблок СІЗО, в якому, за словами адвоката Еміля Курбедінова, постійно тече вода зі стелі і «неможливо перебувати навіть кілька годин, не кажучи вже днів».
24 грудня 2018 р. Північно-Кавказький окружний військовий суд у Ростові-на-Дону виніс вирок фігурантам першої Бахчисарайської групи «справи Хізб ут-Тахрір». Енвера Мамутова засудили до 17 років колонії суворого режиму, іншим фігурантам — 9 років.
Після подачі апеляції сторони захисту 11 липня 2019 р. Верховний Суд РФ скоротив термін ув'язнення Меметову на три місяці — до 16 років і 9 місяців.
У вересні 2019 р. Енвера Мамутова разом з Ремзі Меметовим етапували до колонії суворого режиму № 11, що у Ставрополі.

## Родина
Енвер Мамутов є батьком сімох дітей. Енвер Мамутов вперше одружився у 1995 р. Від першого шлюбу у нього народилися син та донька. У 2003 р. одружився вдруге. Друга дружина Аліє народила йому трьох синів і двох доньок. Самірі Мамутовій, наймолодшій дитині подружжя, було лише два місяці, коли її батька заарештували.